# Monoblastus atroferia
Monoblastus atroferia là một loài tò vò trong họ Ichneumonidae.